# ستيف كين
ستيف كين (بالإنجليزية: Steve Keene)‏ هو رسام وفنان أمريكي، ولد في 1957 في واشنطن العاصمة في الولايات المتحدة.

## وصلات خارجية
- ستيف كين على موقع ميوزك برينز (الإنجليزية)
- ستيف كين على موقع ديسكوغز (الإنجليزية)